# Afrixalus laevis
Espèce
Synonymes
- Megalixalus laevis Ahl, 1930

Statut de conservation UICN

 LC  : Préoccupation mineure
Afrixalus laevis est une espèce d'amphibiens de la famille des Hyperoliidae.

## Répartition
Cette espèce est endémique du centre de l'Afrique. Elle se rencontre, :
- dans le Sud-Ouest et le Sud du Cameroun ;
- dans le Nord-Est du Gabon ;
- dans la moitié Nord de la République démocratique du Congo ;
- dans le sud-ouest de l'Ouganda ;
- sur l'île de Bioko en Guinée équatoriale.

Elle pourrait être présente en République centrafricaine, en République du Congo, en Guinée équatoriale continentale et au Rwanda.

## Publication originale
- Ahl, 1930 : Ueber die afrikanischen Arten der Baumfroschgattung Megalixalus. Sitzungsberichte der Gesellschaft Naturforschender Freunde zu Berlin, vol. 1930, p. 89-102.